# Gisela Elsner
Gisela Irmgard Elsner (* 2. Mai 1937 in Nürnberg; † 13. Mai 1992 in München) war eine deutsche Schriftstellerin.

## Leben
Gisela Elsner stammte aus einer großbürgerlichen Familie und wuchs, zusammen mit einer Schwester (Heidi Eckhardt geb. Elsner, † 5. Mai 1981) und einem Bruder (Richard), in Nürnberg-Erlenstegen auf; ihr Vater Richard Elsner (1905–1994) war Direktor bei Siemens. Sie besuchte das Realgymnasium in Nürnberg, wo sie 1957 ihr Abitur ablegte. Bis 1959 studierte sie Philosophie, Germanistik und Theaterwissenschaften in Wien. Danach lebte sie als freie Schriftstellerin an verschiedenen Orten: am Starnberger See, in Frankfurt am Main, 1963 bis 1964 in Rom, 1964 bis 1970 in London, danach in Paris, Hamburg, New York und schließlich in München.
Am 30. August 1958 heiratete sie in Planegg bei München den Schriftsteller und Lektor Klaus Roehler; die Ehe wurde geschieden, nachdem Gisela Elsner ihren Mann verlassen hatte und ihr daraufhin gerichtlich das Sorgerecht für ihren Sohn Oskar entzogen wurde. In zweiter Ehe war Elsner bis 1976 mit dem Maler, Kunstkritiker und Schriftsteller Hans Platschek verheiratet. Ihre beiden Ehemänner Roehler und Platschek starben acht Jahre nach ihr am selben Tag, dem 9. Februar 2000.
Gisela Elsner nahm 1958, 1962 und 1963 an Tagungen der Gruppe 47 teil, ab 1962 arbeitete sie in der Dortmunder Gruppe 61 mit und ab 1971 war sie Mitglied des P.E.N.-Zentrums Deutschland.
Eine Mischung aus wirtschaftlichen Problemen, ausbleibendem kommerziellem Erfolg ihrer Werke und politischer Perspektivlosigkeit führten zur völligen Isolation in ihrer Schwabinger Wohnung in der Elisabethstraße 8 und am 13. Mai 1992 schließlich zu ihrem Suizid durch Sprung aus einem Fenster im 4. Stock der Privatklinik Josephinum in München. Dort war sie am Vortag nach einem Zusammenbruch auf offener Straße eingeliefert worden.

## Literarisches Werk
Gisela Elsner wurde mit ihrem ersten Roman Die Riesenzwerge (1964), für den sie den „Prix Formentor“ erhielt, bekannt. Ihr satirischer Blick auf die scheinheilige Welt der bundesdeutschen Nachkriegsgesellschaft sorgte seinerzeit für viel Aufsehen. In Österreich war das Buch zeitweilig als jugendgefährdend eingestuft.
Insgesamt veröffentlichte Elsner zu Lebzeiten neun Romane, zwei Bände mit Erzählungen, einen Band mit Essays, drei Hörspiele und das Opernlibretto Friedenssaison. Die Rezeption ihres Werkes wurde vom Erfolg ihres Debüts überschattet, das gemeinhin als ihr wichtigstes Buch angesehen wird. 1991 warf Elsner dem Rowohlt Verlag öffentlich die „Verramschung“ ihres Werkes vor. Sie selbst sah sich innerhalb der bundesrepublikanischen Literatur „literarisch ghettoisiert“. Zugleich lehnte sie das Label „Frauenliteratur“ als diskriminierend ab.
Mittlerweile bemüht sich die Hamburger Germanistin Christine Künzel um eine Wiederentdeckung der Autorin und Satirikerin Gisela Elsner, indem sie im Berliner Verbrecher Verlag eine Gesamtausgabe herausgibt. Im Mai 2012 wurde im Literaturarchiv Sulzbach-Rosenberg die Internationale Gisela-Elsner-Gesellschaft gegründet.

## Politischer Standpunkt
Gisela Elsner litt ihr Leben lang unter dem Zwiespalt zwischen ihrer bürgerlichen Herkunft und ihrer radikalen Opposition gegen alles Bürgerliche. Dies drückte sie in einem in der Parteizeitung der DKP im Februar 1978 abgedruckten Gespräch mit dem Dramatiker Franz Xaver Kroetz so drastisch wie möglich aus:

„Im Grunde kotzen mich Schriftsteller an, die nicht von der Idee wegkommen, ein Außenseiter oder Prophet zu sein, und das, was sie als ihre individuelle Freiheit bezeichnen, gegen die kollektive Freiheit auszuspielen versuchen, die sich an der Gemeinschaft vergehen.“

Sie sympathisierte vehement mit dem DDR-Sozialismus, wurde Mitglied der DKP und Anfang 1989 in den Vorstand der Partei gewählt.
Elsner trat aufgrund von pro-Gorbatschow-Tendenzen im Juni 1989 aus der DKP aus.
Im Oktober 1989 wurde sie erneut kurzfristig DKP-Mitglied und hielt auch nach dem Untergang der SED-Diktatur in der DDR an ihren kommunistischen Überzeugungen fest. Für Elsner war der Kommunismus nicht eine vorübergehende Mode, sondern eine Lebenshaltung.

## Gisela-Elsner-Literaturpreis
Der 1. Gisela-Elsner-Literaturpreis wurde am 10. Juli 2021 an die Autorin Natascha Wodin verliehen. Der Preis wurde gestiftet vom Literaturhaus Nürnberg e. V. und ist mit 10.000 Euro dotiert.
2023 wurde der Preis der Autorin Nino Haratischwili verliehen.

## Nachlass
Der schriftliche Nachlass von Gisela Elsner liegt im Literaturarchiv der Monacensia im Hildebrandhaus in München.

## Verfilmung
Über die Endphase ihres Lebens drehte Elsners Sohn Oskar Roehler im Jahr 2000 den Film Die Unberührbare mit Hannelore Elsner – die keine verwandtschaftliche Beziehung zu Gisela Elsner hat – in der Hauptrolle. In Roehlers autobiografischem Film Quellen des Lebens wird Gisela Elsner von der Schauspielerin Lavinia Wilson dargestellt.

## Theaterdokumentation
Am 6. Dezember 2017 erfolgte die Uraufführung des Theaterstückes Gisela Elsner - Blickwinkel 2017 der Theatergruppe Kunst und Drama von und mit Friederike Pöhlmann-Grießinger und Roland Eugen Beiküfner im Literaturzentrum Nord in Nürnberg. Richard Elsner, der Bruder von Gisela Elsner, unterstützte die Theaterdokumentation als Schirmherr. Musikalisch umrahmt wurde diese Vorstellung vom Jazzmusiker James Michel aus Oxford. Es ist nach „William Becher – Leben und Werk in Lindau“ der zweite Teil der Kunst und Drama – Literaturreihe Trilogie der vergessenen Literaten.

## Werke
- Triboll. Olten [u. a.] 1956 (zusammen mit Klaus Roehler)
- Die Riesenzwerge. Reinbek bei Hamburg 1964
- Der Nachwuchs. Reinbek bei Hamburg 1968
- Das Berührungsverbot. Reinbek bei Hamburg 1970, Neuauflage Verbrecher Verlag, Berlin, 2006, ISBN 978-3-935843-67-6
- Herr Leiselheimer und weitere Versuche, die Wirklichkeit zu bewältigen. München [u. a.] 1973
- Der Punktsieg. Reinbek bei Hamburg 1977
- Die Zerreißprobe. Reinbek bei Hamburg 1980
- Abseits. Reinbek bei Hamburg 1982
- Die Zähmung. Reinbek bei Hamburg 1984, Neuauflage Verbrecher Verlag, Berlin 2002, ISBN 978-3-935843-09-6
- Das Windei. Reinbek bei Hamburg 1987
- Friedenssaison. Hannover 1988 (Libretto; Musik: Christof Herzog)
- Gefahrensphären. Wien [u. a.] 1988
- Fliegeralarm. Wien [u. a.] 1989, 2009 erschien eine korrigierte Fassung, am Manuskript geprüft, im Rahmen der Werkausgabe des Verbrecher Verlags Berlin, ISBN 978-3-940426-23-9
- Wespen im Schnee. Berlin 2001 (zusammen mit Klaus Roehler)
- Heilig Blut. Verbrecher Verlag, Berlin 2007 (deutsche Erstveröffentlichung zum 70. Geburtstag). ISBN 978-3-935843-82-9. Erstmals in russischer Sprache in der UdSSR veröffentlicht (Raduga Verlag, Moskau 1987).
- Otto, der Grossaktionär. Verbrecher Verlag, Berlin 2008 (nach einem unveröffentlichten Manuskript) ISBN 978-3-940426-09-3
- Flüche einer Verfluchten – Kritische Schriften I. Verbrecher Verlag, Berlin 2011, ISBN 978-3-940426-62-8
- Im literarischen Ghetto – Kritische Schriften II. Verbrecher Verlag, Berlin 2011, ISBN 978-3-940426-63-5
- Versuche, die Wirklichkeit zu bewältigen. Gesammelte Erzählungen Band 1. Verbrecher Verlag, Berlin 2012, ISBN 978-3-943167-04-7
- Zerreißproben. Gesammelte Erzählungen Band 2. Verbrecher Verlag, Berlin 2012, ISBN 978-3-943167-05-4
- Die teuflische Komödie. Verbrecher Verlag, Berlin 2016 (nach einem unveröffentlichten und unvollendeten Manuskript) ISBN 978-3-95732-118-3

## Auszeichnungen (Auswahl)
- 1964: Julius-Campe-Stipendium
- 1964: Prix Formentor
- 1987: Gerrit-Engelke-Preis
- 1991: Preis der Stadt Nürnberg